# Liwa Suqour Al-Sahara
La Brigade des faucons du désert (arabe : لواء صقور الصحراء liwāʾ suqūr aṣ-ṣaḥrāʾ, qui se traduit en anglais comme : Desert Hawks Brigade) est une organisation paramilitaire syrienne, devenue ensuite une branche militaire de l'armée arabe syrienne, active de 2013 à 2017 pendant la guerre civile syrienne.

## Historique
Formée lors de la guerre civile syrienne en 2012 ou 2013, le Liwa Suqour Al-Sahara est initialement une milice chargée de protéger les convois d'hydrocarbure. La brigade est ensuite intégrée à l'armée arabe syrienne. Elle est fondée par les frères Jaber. L'un d'eux, Mohamed Jaber, est un homme d’affaires alaouite s'étant enrichi dans le trafic pétrolier avec l'Irak, au temps de l'embargo imposé au régime de Saddam Hussein. En 2016, le groupe prend part à la bataille d'Alep. En 2017 cependant, Ayman Jaber tombe en disgrâce et la milice est dissoute. Le Monde indique : « Selon des rumeurs insistantes dans les milieux loyalistes, sa déchéance aurait été causée par un impair fatal : ses hommes, habitués à contrôler en toute impunité la région de Lattaquié, auraient bloqué le passage à un convoi transportant… Bachar Al-Assad ».